# Mona Lisa (film)
Mona Lisa è un film del 1986 diretto da Neil Jordan.
Presentato in concorso al 39º Festival di Cannes, è valso a Bob Hoskins il premio per la migliore interpretazione maschile.
Nel 1999 il British Film Institute l'ha inserito al 67º posto della lista dei migliori cento film britannici del XX secolo.

## Trama
George, un gangster della classe operaia di basso livello recentemente uscito di prigione, riceve un lavoro a Londra dal suo ex capo, Denny Mortwell, come autista e guardia del corpo per una prostituta costosa di nome Simone. Mortwell vuole anche che George raccolga informazioni su uno dei ricchi clienti di Simone a scopo di ricatto. Simone, che ha lavorato duramente per sviluppare modi di alta classe e una clientela d'élite, inizialmente non ama il rozzo e schietto George, e la considera come una messa in scena. Ma mentre George e Simone scoprono di più l'uno dell'altra, stringono un'amicizia e George inizia ad innamorarsi di lei. George accetta di rischiare la propria vita per aiutare Simone a trovare la sua amica adolescente Cathy, che è scomparsa e che Simone teme venga abusata dal suo violento ex magnaccia, Anderson.
George si trova sempre più combattuto tra i suoi sentimenti per Simone, i suoi obblighi verso il suo capo Mortwell e il suo rapporto con la figlia adolescente Jeannie, una dolce ragazza normale che è maturata mentre era in prigione e vuole avere suo padre nella sua vita.
Dopo che Anderson attacca George, Simone fugge a Brighton. George trova finalmente Cathy e la porta a Brighton per riunirla con Simone, dove presta a Simone la sua pistola. Scopre che Simone e Cathy sono amanti, e che Simone non si cura di lui e lo ha usato solo per trovare Cathy. Mortwell e Anderson poi arrivano per riprendere il controllo di Simone e Cathy, e Simone infuriata spara a entrambi e poi minaccia di sparare a George, ma lui la prende a pugni, prende la pistola e se ne va, sconvolto dalla sua ingratitudine.
Liberato dagli obblighi della malavita, George torna a una vita più normale, lavorando nel garage del suo amico e trascorrendo del tempo con Jeannie.

## Premi e candidature
- 1987 - Premio Oscar
  - Candidatura come Miglior attore protagonista a Bob Hoskins
- 1987 - Golden Globe
  - Miglior attore in un film drammatico a Bob Hoskins
  - Candidatura come Miglior film drammatico
  - Candidatura come Miglior attrice in un film drammatico a Cathy Tyson
  - Candidatura come Migliore sceneggiatura a Neil Jordan e David Leland
- 1987 - Premio BAFTA
  - Miglior attore protagonista a Bob Hoskins
  - Candidatura come Miglior film a Stephen Woolley, Patrick Cassavetti e Neil Jordan
  - Candidatura come Migliore regia a Neil Jordan
  - Candidatura come Miglior attrice protagonista a Cathy Tyson
  - Candidatura come Migliore sceneggiatura originale a Neil Jordan e David Leland
  - Candidatura come Miglior montaggio a Lesley Walker
- 1987 - Kansas City Film Critics Circle Award
  - Miglior attore protagonista a Bob Hoskins
- 1986 - Festival di Cannes
  - Miglior interpretazione maschile a Bob Hoskins
  - Candidatura come Palma d'Oro a Neil Jordan
- 1988 - BMI Film & TV Award
  - Miglior canzone (In Too Deep) a Tony Banks, Phil Collins e Mike Rutherford
- 1987 - Boston Society of Film Critics Award
  - Miglior attore protagonista a Bob Hoskins
- 1986 - Los Angeles Film Critics Association Award
  - Miglior attore protagonista a Bob Hoskins
  - Miglior attrice non protagonista a Cathy Tyson
  - Candidatura come Miglior attore non protagonista a Michael Caine
- 1986 - New York Film Critics Circle Award
  - Miglior attore protagonista a Bob Hoskins
  - Candidatura come Miglior attrice non protagonista a Cathy Tyson
- 1986 - Seminci
  - Miglior film
  - Miglior attore protagonista a Bob Hoskins
- 1987 - Writers Guild of America
  - Candidatura come Migliore sceneggiatura originale a Neil Jordan e David Leland